# Eerste Schipvaart

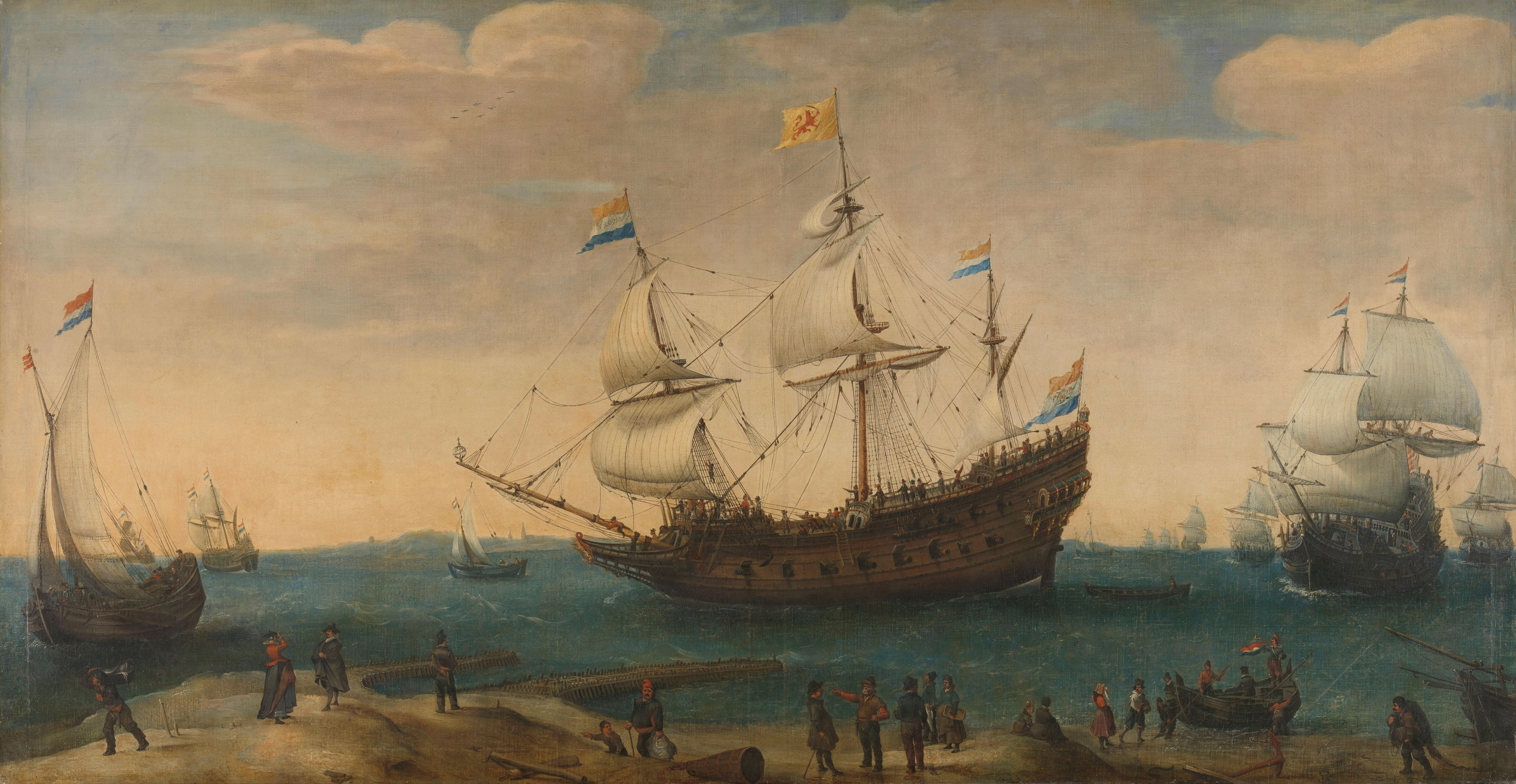
Het schip Mauritius. Detail uit een schilderij van Hendrick Cornelisz Vroom (datering circa 1600 - 1630). Rijksmuseum Amsterdam

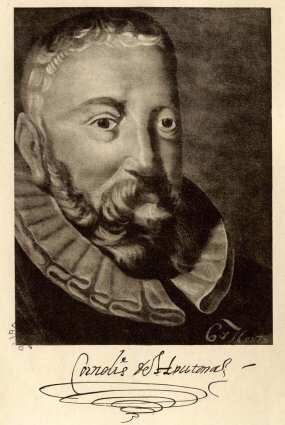
Cornelis de Houtman. Het portret, naar een sapverftekening, bevindt zich in Gouda.

De Eerste Schipvaart was de eerste Nederlandse expeditie naar Indië, georganiseerd door de Compagnie van Verre uit Amsterdam. Hoofddoel was de inkoop van specerijen in de plaats Bantam op Java. De vloot van vier schepen vertrok op 2 april 1595 vanaf Texel. Drie schepen kwamen in augustus 1597 terug.

## Voorgeschiedenis

### Portugese concurrentie
Portugal was al honderd jaar actief in Zuidoost-Azië en had vanwege het Verdrag van Tordesillas het monopolie op de Indische specerijenhandel. Antwerpen was een belangrijke doorvoerplaats voor specerijen, maar na de Val van Antwerpen in 1585 en de havenblokkade trokken veel Antwerpse kooplui naar Zeeland en Holland. Sinds 1580 maakte Spanje de dienst uit in Portugal, De Nederlanders, die in oorlog waren met Spanje, zagen zich genoodzaakt een route naar Oost-Indië te zoeken toen de havens op het Iberische schiereiland voor hen gesloten werden.

### Cornelis Claesz.

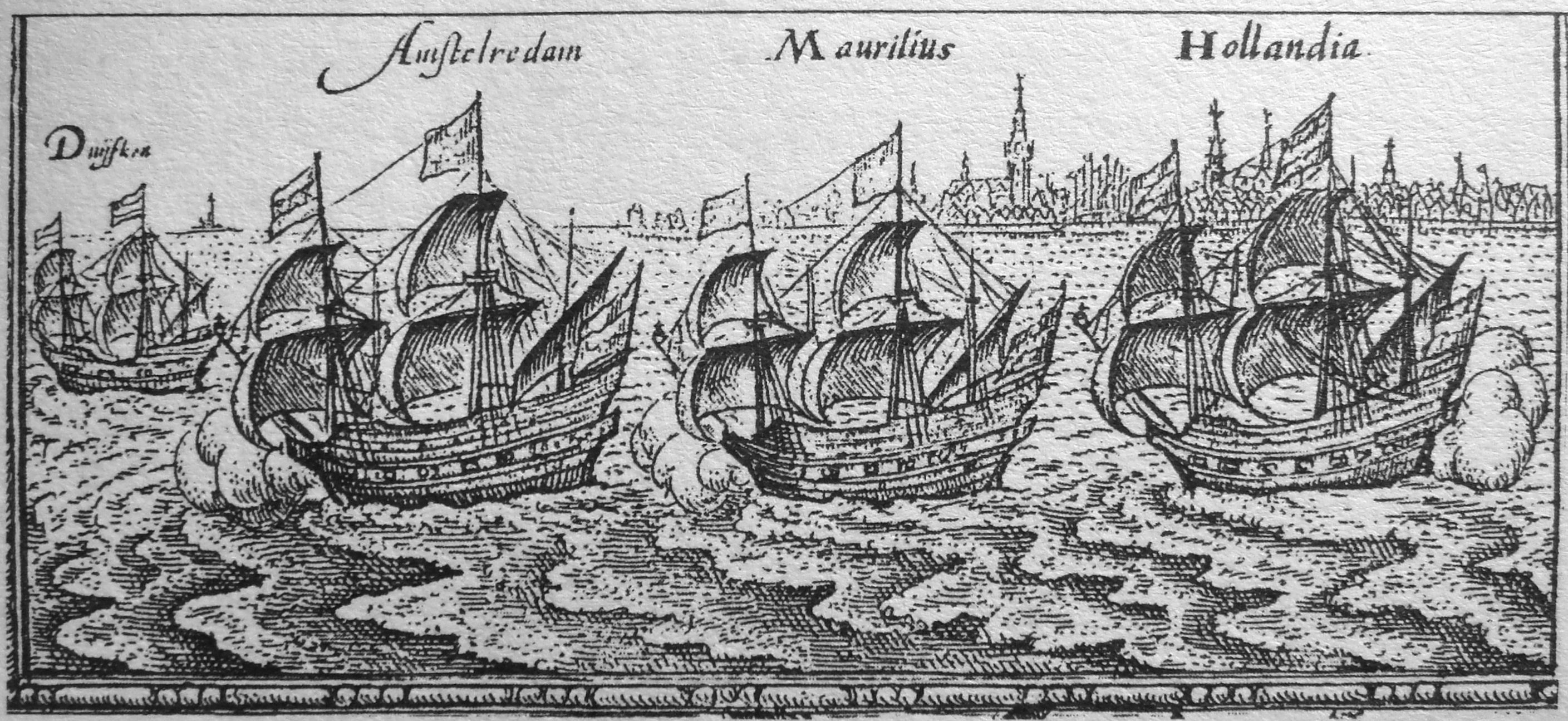
De 'Eerste Schipvaart' op weg naar de Oost.

De Amsterdamse boekdrukker en uitgever Cornelis Claesz. wendde zich op 12 april 1592 tot de Staten-Generaal met de mededeling dat hij door bemiddeling van de cartograaf Petrus Plancius, "doch tot zijne kosten bekomen had van Bartholomeo de Lasso, cosmograaf en meester van de zeevaert des Konings van Spanje, vijf en twintig particuliere zeekaarten, bevattende alle de zeekusten van de gansche eertbodem, eensamentlyck alle diepten en de ondiepten, drooghten, steenclippen, capen, voergeberchten, haffen en de haven, alle liggende onder hare behoorlijke elevatien des poli ofte graden der breedte distantien en de streken der winden, hebbende daarenboven bij claren gescrifte in Spaenscher taele, oyck gecregen de secreten van der zeevaert van Oost- ende Westindien, Africa, China ende andere diergelyke landen, inhoudende aanwysinghe van de eygenschappen der volken, vruchten ende waren of koopmanschappen". Zijn verzoek om de zeekaarten te mogen publiceren werd meteen ingewilligd. Die waren overigens Portugees staatsgeheim en op het smokkelen ervan stond de doodstraf.
Dezelfde dag gaven de Staten-Generaal ook toestemming voor de uitgave van "een Asiatische chaerte gemaeckt door een expert mr. der zeevaert tot Goa in Oost-Indie".
Omstreeks dezelfde tijd werden Cornelis de Houtman en zijn broer Frederick, als deel van een groep Amsterdamse kooplieden, door de cartograaf Petrus Plancius naar Lissabon gestuurd om meer informatie in te winnen over de Portugese handelsroute naar Oost-Indië via Kaap de Goede Hoop. Voor deze operatie kregen ze twee jaar de tijd. Ze werden betrapt op spionage en de broers werden gearresteerd. Enkele Amsterdamse kooplieden kochten hen vrij en begin 1594 waren de broers terug in Holland.

### Jan Huygen van Linschoten
In september 1592 kwam de Enkhuizenaar Jan Huygen van Linschoten terug van een jarenlang verblijf in Goa. Hij publiceerde vlak voor het vertrek van de Eerste Schipvaart zijn kennis over de Portugese handelswegen naar Oost-Indië in zijn Reys-gheschrift vande navigatien der Portugaloysers in Orienten. Een exemplaar kon nog net aan de vloot worden meegegeven. Het boek verruimde de culturele kennis over Oost-Indië en zou een jaar later verwerkt worden in wat zijn bekendste werk werd: Itinerario; Voyage ofte schipvaert van Jan Huyghen van Linschoten naer Oost ofte Portugaels Indien, 1579-1592.
In zijn Itinerario suggereerde Van Linschoten op weg naar Java niet zoals gebruikelijk door de Straat van Malakka te varen, maar de route via de westkant van Sumatra te nemen en vervolgens door de Soenda Straat te zeilen. Op die manier zou men de Portugezen in Malakka vermijden en onopvallend handel kunnen drijven. Het boek bevatte overigens geen navigatie hoe in de Molukken te geraken.

## Naar de Oost

### Compagnie van Verre

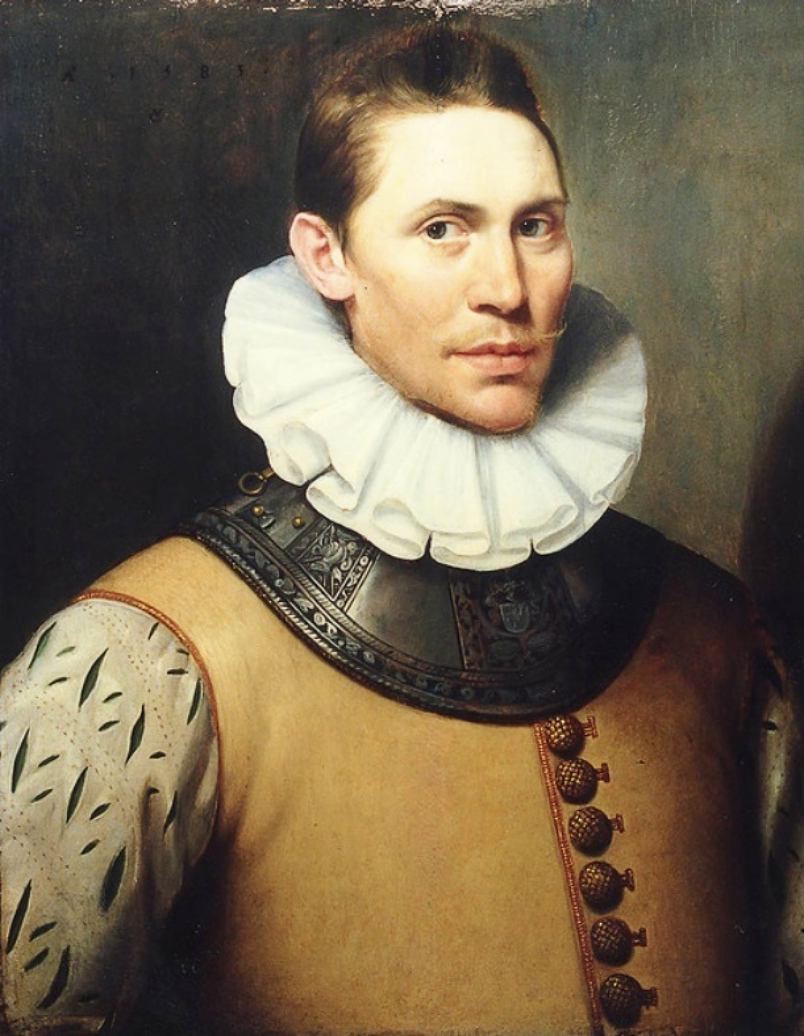
Portret van Dirck van Os, een van de belangrijkste oprichters van de Compagnie van Verre.

In 1594 richtten negen kooplieden uit Amsterdam de Compagnie van Verre op om via Kaap de Goede Hoop naar Oost-Indië te varen en er handel te drijven. Hun gezamenlijke inleg was 290.000 gulden. Een deel werd bestemd voor de bouw en uitrusting van vier schepen. Een bedrag van 120.000 gulden was bestemd voor de inkoop van specerijen. Hiervoor waren Spaanse zilveren dukaten aangeschaft, diverse soorten textiel, metaalwaren en andere koopmanschappen.
De requesten aan de regering voor materiële steun werden mede-ondertekend door Cornelis de Houtman, wat aangeeft dat hij een belangrijk onderdeel van de organisatie uitmaakte.
Hoofddoel werd Bantam, de grootste handelsplaats in de regio, aan de punt van de noordwestkust van Java. Er waren expliciet geen plannen om naar de Molukken te varen.

### Vertrek
Op 2 april 1595 vertrokken de schepen Amsterdam, Hollandia, Mauritius en het veel kleinere maar snellere jacht Duyfken van Texel zuidwaarts. Aan boord bevonden zich 249 bemanningsleden, onder wie Cornelis de Houtman, zijn broer Frederick, Paulus van Caerden en Pieter Keyser. De laatste was door Plancius voorzien van zeekaarten en astronomische instrumenten. Gerrit van Beuningen, Jan Jansz. Kaerel en Aernoudt Lintgens waren enkele van de kooplui die meegingen.
De stadhouder en de Staten-Generaal hadden de schepen helpen voorzien van kanonnen. Zo hadden de Staten-Generaal via de Staten van Holland en Zeeland de zeesteden van deze provincies opgedragen om de compagnie kanonnen in bruikleen te geven. De stad Edam leverde er bijvoorbeeld twee. Aan boord bevonden zich 36 kleine ijzeren kanonnen voor het schieten met schroot, 23 bronzen en 43 ijzeren kanonnen voor het schieten met kanonskogels en 200 musketten.

### Schipsraad
Met opzet was er geen admiraal van de vloot benoemd. De investeerders gaven de voorkeur aan een schipsraad, waarvan de leden op democratische wijze belangrijke beslissingen zouden nemen. Cornelis de Houtman kreeg de leiding over de koopmannen. Hij had die positie mede te danken aan het feit dat hij verwant was aan de invloedrijke Reinier Pauw, een van de oprichters van de Compagnie van Verre.

### Brazilië
Onderweg werden de Canarische en Kaapverdische Eilanden aangedaan, om vervolgens koers te zetten in de richting van Brazilië. Er vond een ontmoeting plaats met enkele Portugese boten en de leiding wisselde als geschenk ham en kaas uit tegen marmelade. Bij het vertrek werden saluutschoten afgevuurd. De Hollandse vloot reikte volgens plan tot aan de Abrolhos Archipel, niet ver van de Braziliaanse kust, voordat men koers zette naar de zuidelijkste punt van Afrika.

### Scheurbuik

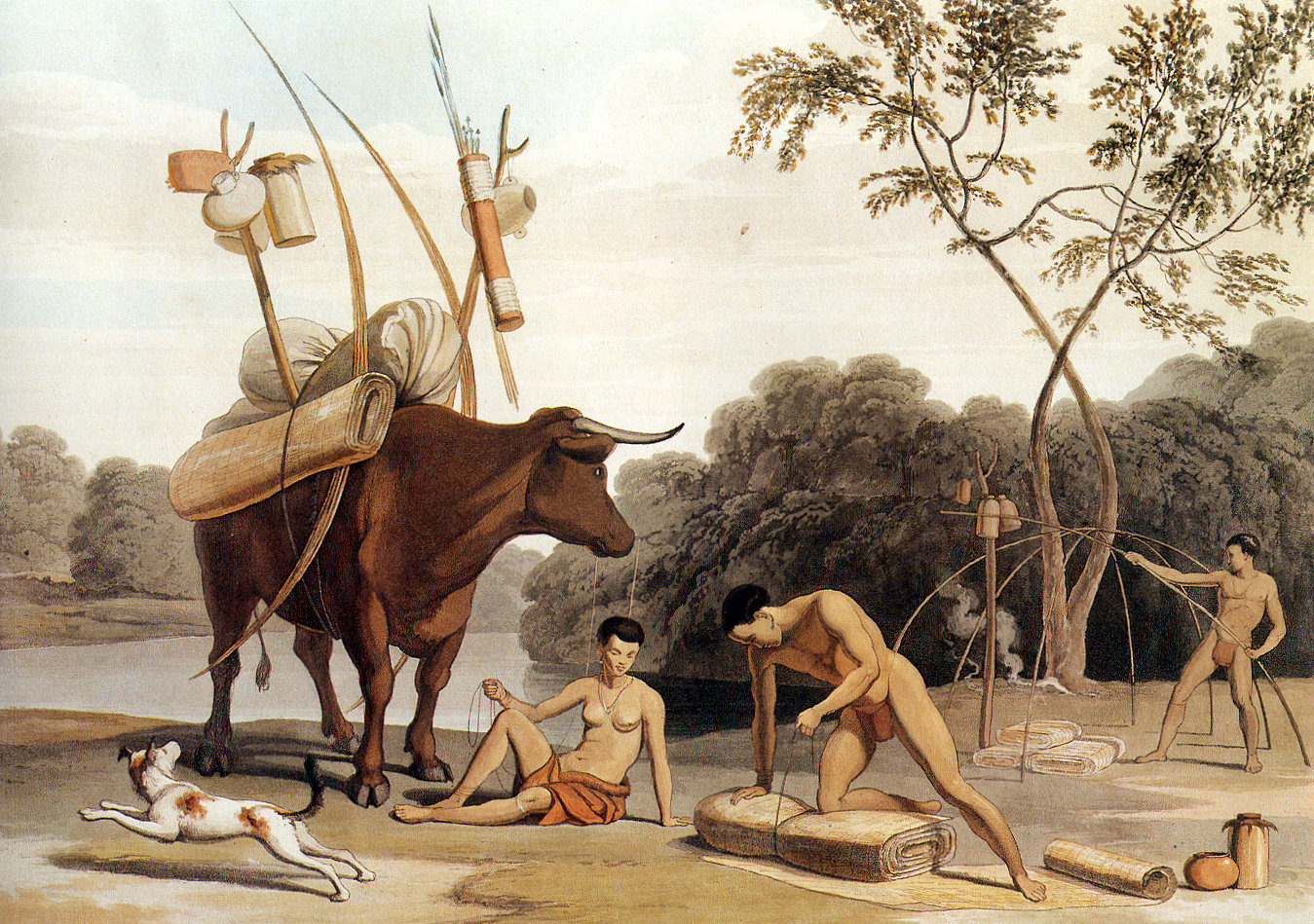
Khoikhoi bereiden zich voor op een tocht.

Op 12 juni werd het eerste geval van scheurbuik geconstateerd. Eind juli was meer dan de helft van de bemanning ziek.
Voor het eerst legde een Hollands schip aan op de zuidkust van Afrika, voorbij Kaap de Goede Hoop. De datum was 4 augustus en aangemeerd werd in een baai die de Portugezen de naam São Bras gegeven hadden. De bewoners werden door de bemanning Hottentotten genoemd. Men kwam op deze naam omdat men - ten onrechte - dacht dat ze stotterden.
Fruit en groene groente om de scheurbuik tegen te gaan, hadden de inlanders niet. Wel werd in de baai een overvloed aan mossels gevonden. Die kreeg uiteindelijk de naam Mosselbaai. Met de inlanders werd vee geruild tegen een mes of een staaf ijzer, maar al snel lieten ze zich niet meer zien. Op 11 augustus staken de schepen weer in zee. Begin september bevonden ze zich in de buurt van Madagaskar. Volgens plan wilden ze via de oostkust naar de Baai van Antongil varen, waar het volgens gegevens van Jan Huygen van Linschoten erg vruchtbaar en goed vertoeven was.
Wegens hevige stormen - tijdens dat jaargetijde normaal - lukte dat niet en noodgedwongen werd het eiland Nosy Manitsa aangedaan, aan de zuidwestkust van Madagaskar. Er werden stoffen en tinnen lepels geruild met de vissers van Anakoa.

### 'Hollandsche Kerkhof'

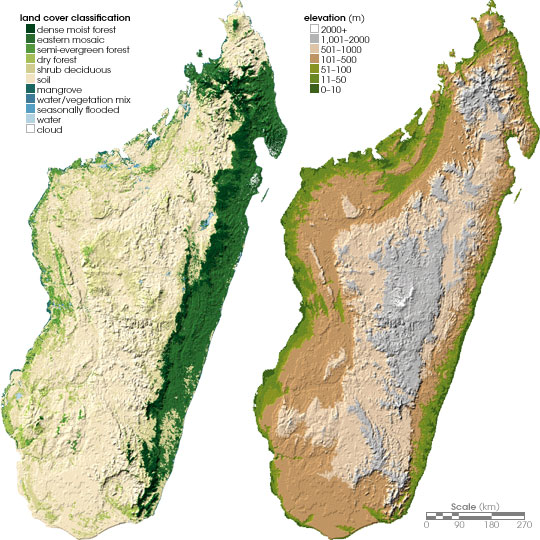
Kaart van Madagaskar. Goed te zien is dat de vloot aan de onvruchtbare kant van het eiland strandde; de oostkust is groen, de westkust dor en droog.

De Hollanders bleven er meer dan drie weken en deden niet veel meer dan de zieken verzorgen en de doden begraven. Alleen al tussen 2 en 21 september stierven 31 bemanningsleden. In totaal werden er op Nosy Manitsa zeventig Hollanders begraven. Het eiland stond om die reden eeuwenlang op Nederlandse zeekaarten vermeld als Hollandsche Kerkhof. Jan
Dignumsz. van Quadyk, kapitein van de 'Hollandia', was een van de doden. Hij stierf op 29 september.

### Arrestatie Van Beuningen
Na het overlijden van de kapitein van de Hollandia ontstond tussen Van Beuningen en De Houtman een schreeuwende ruzie over het wel of niet aanstellen van Keyser tot opvolger. Van Beuningen had stiekem een gesloten brief geopend, afkomstig van de bewindhebbers van de Compagnie van Verre, waaruit zonneklaar bleek dat het Keyser moest worden. Noch De Houtman, noch de scheepsraad, wilden hem echter aanstellen. Om de vrede te bewaren, trok Keyser zich terug, waarop snel een ander benoemd werd.
Tussen Van Beuningen en De Houtman kwam het niet meer goed. De eerste werd tierend op dek waargenomen met een pistool in een hand, dreigende De Houtman te vermoorden. Nadat hij verdacht werd met een boot ervandoor te willen gaan, werd hij op 28 december 1597 in de ketenen geslagen. Van Beuningen werd daar later van bevrijd en opgesloten in zijn hut. Aan het eind van het verblijf in Oost-Indië mocht hij op het dek komen, maar hij heeft nooit voet aan wal gezet.

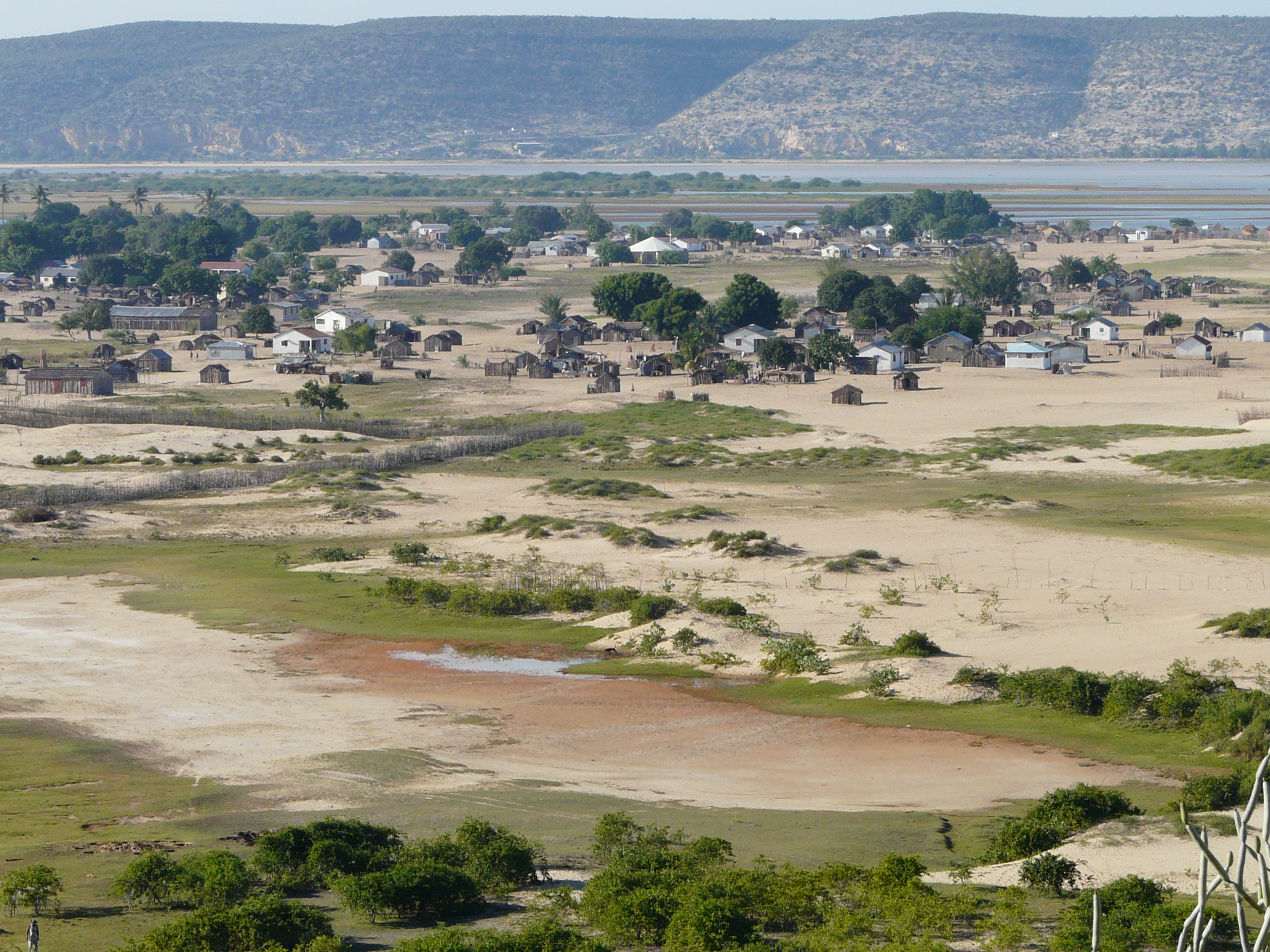
De baai Saint-Augustin op Madagaskar waar de vloot in 1597 landde.

### Madagaskar

De ligging van de rivier Onilahy op het eiland Madagaskar.

Op zoek naar meer zoet water voer men langs de westkust naar het noorden. Bij Saint-Augustin, aan de monding van de rivier de Onilahy, werd halt gehouden. De vloot bleef er meer dan twee maanden, van 9 oktober tot en met 13 december. Er werd met de bewoners vooral gehandeld met koraal en spiegels, maar tinnen lepels hadden de grootste waarde. Voor één tinnen lepel werd een os gekocht die in Holland een waarde zou hebben gehad van 100 gulden. Een andere tinnen lepel werd ingeruild tegen vier schapen.
Stuurman Claes Jansen werd op 26 november door inlanders de keel afgesneden. Twee andere bemanningsleden raakten zwaargewond, maar wisten zich in veiligheid te brengen. De Hollanders pakten daarop een willekeurige inlander op en brachten hem naar de plek waar Jansen vermoord was. De man werd aan een paal gebonden en dusdanig "geherquebouseert" dat hij het leven liet.
De provoost Cornelis Luytsen van het schip 'Amsterdam' had de kapitein met een mes bedreigd en probeerde anderen over te halen het schip de 'Duyfken' te kapen en verder te varen als piratenschip. Hij werd opgepakt, door de scheepsraad schuldig bevonden en op Madagaskar achtergelaten. Er is nooit meer iets van hem vernomen.
Op 14 december werd koers gezet naar Java, maar opnieuw gooiden zware stormen roet in het eten. De schepen moesten terugkeren en deze keer lukte het wel de Baai van Antongil aan te doen. Daar kwamen ze op 5 januari 1596 aan. Het anker werd uitgegooid bij het eiland Santa Maria, net ten zuiden van de baai. Fruit was er in overdaad en bij de plaatselijke bevolking werd voldoende voedsel ingekocht. Op 12 februari werd opnieuw een poging richting Java gewaagd.

### Sterrenhemel in kaart gebracht
Pieter Keyser bracht als eerste de sterren nabij de zuidelijke hemelpool nauwkeurig in kaart. Hij legde de ligging vast van 135 sterren. Hij werd geassisteerd door Frederick de Houtman, die, na de dood van de eerste, verder ging met waarnemingen. De Houtman leverde de berekeningen af bij Plancius die de sterren van Keyser indeelde in twaalf sterrenbeelden die nog steeds als zodanig bestaan, zelfs onder de door Plancius gegeven namen. Keyser, De Houtman en Plancius zijn daarmee de geschiedenis ingegaan als de belangrijkste astronomen voor de registratie van de sterrenhemel op het zuidelijk halfrond.

### Bantam

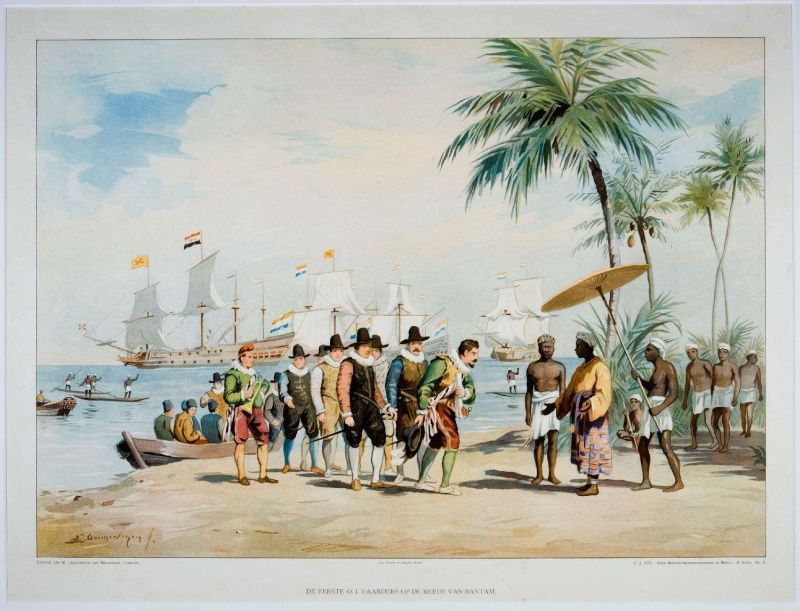
Nederlandse schoolplaat van Adriaan Groenewegen. De vloot met Cornelis de Houtman voorop komt aan in Bantam.

Op 22 juni 1596 kwamen de schepen in Bantam aan. Van de bemanningsleden was iets minder dan de helft nog in leven. In Bantam kwamen ze Portugezen, Turken, Arabieren, Bengalen, Abessijnen, Chinezen en tal van andere handelaren tegen.

### De Houtman gegijzeld

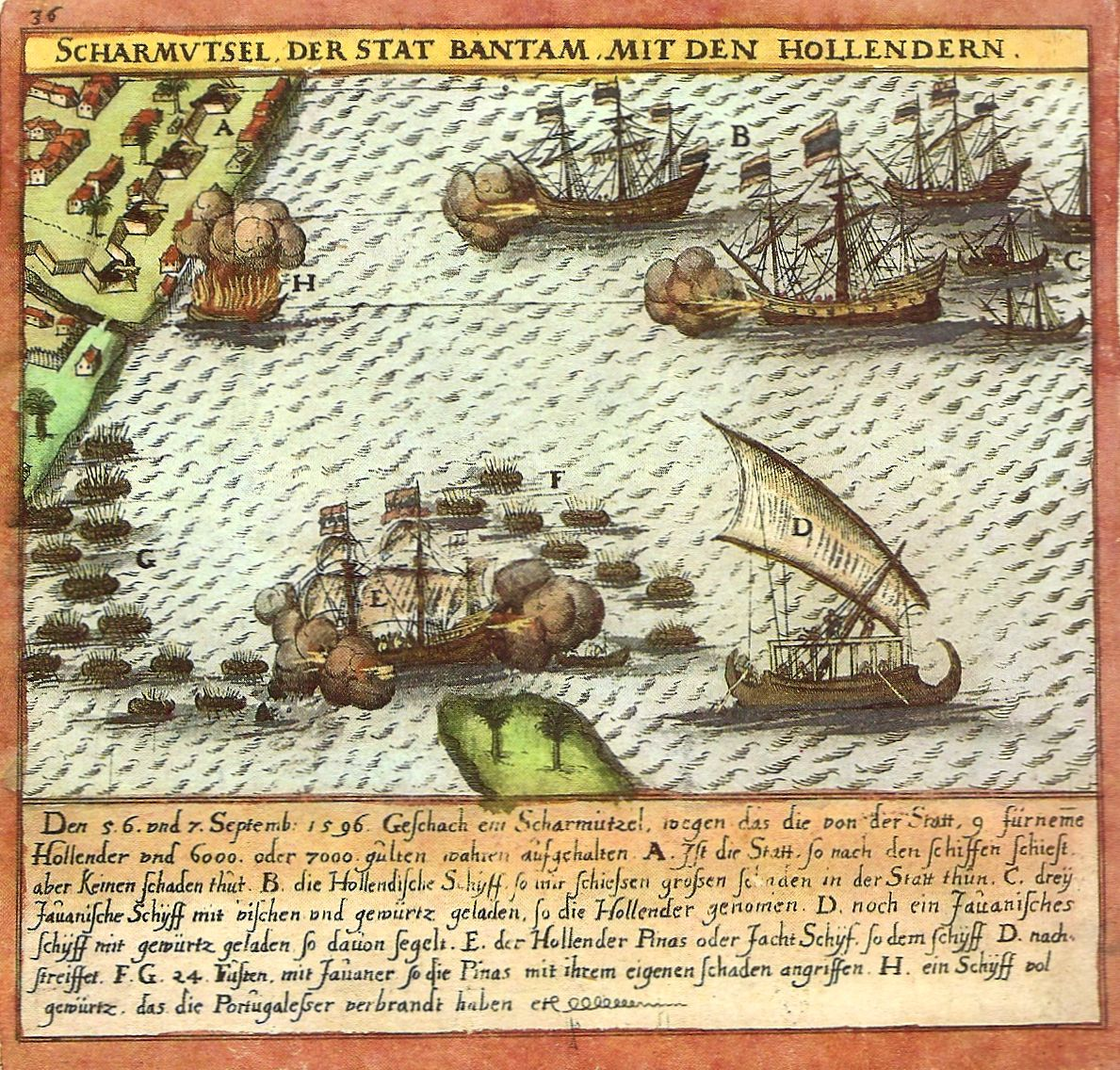
Beschieting op de stad Bantam en tegenaanval met prauwen.

De Houtman sloot een verdrag dat alleen aan de Hollanders peper geleverd zou worden. Eind augustus ontstond er tussen De Houtman en de regent van Bantam een meningsverschil over de prijs van de peper en de uniforme verpakking, alsook dat de Portugezen toch peper kregen. De Houtman richtte zich woedend tot de hoofden.
De Portugezen waren onderbemand en probeerden daarom met een list de Hollanders in een kwaad daglicht te plaatsen. Ze verspreidden het valse gerucht dat De Houtman alleen maar in Bantam was om te spioneren en na het inslaan van de goederen van plan was de stad te beschieten met zijn kanonnen. Een Portugese zeeman die de Hollanders hielp, moest dat met zijn leven betalen; hij werd in zijn bed vermoord.
De sultan liet op verzoek van de Portugezen De Houtman gevangennemen, evenals alle andere Hollanders die aan land waren. Bantam werd daarop vanuit zee door de Hollandse schepen beschoten. Twee jonken werden door de Hollanders in beslag genomen en de inhoud geroofd. Een derde boot met 50 ton kruidnagels werd door de Portugezen in brand gestoken om te voorkomen dat die in Hollandse handen viel.
Uiteindelijk werd een losgeld betaald en De Houtman en zijn bemanningsleden kwamen vrij. De handel met Bantam werd zelfs hersteld, totdat de sultan verordonneerde dat niet meer met Spaanse zilveren dukaten betaald kon worden. Om een nieuwe beschieting te voorkomen, verbood hij niet de handel met de Hollanders, mits ze andere geldmiddelen bij zich hadden. Die hadden ze niet en De Houtman verliet Bantam voorgoed, maar eerst werd als wraakactie het Portugese schip beschoten waarmee kort daarvoor de Portugese ambassadeur uit Malakka naar Bantam was gevaren.

### Slachting op deAmsterdam

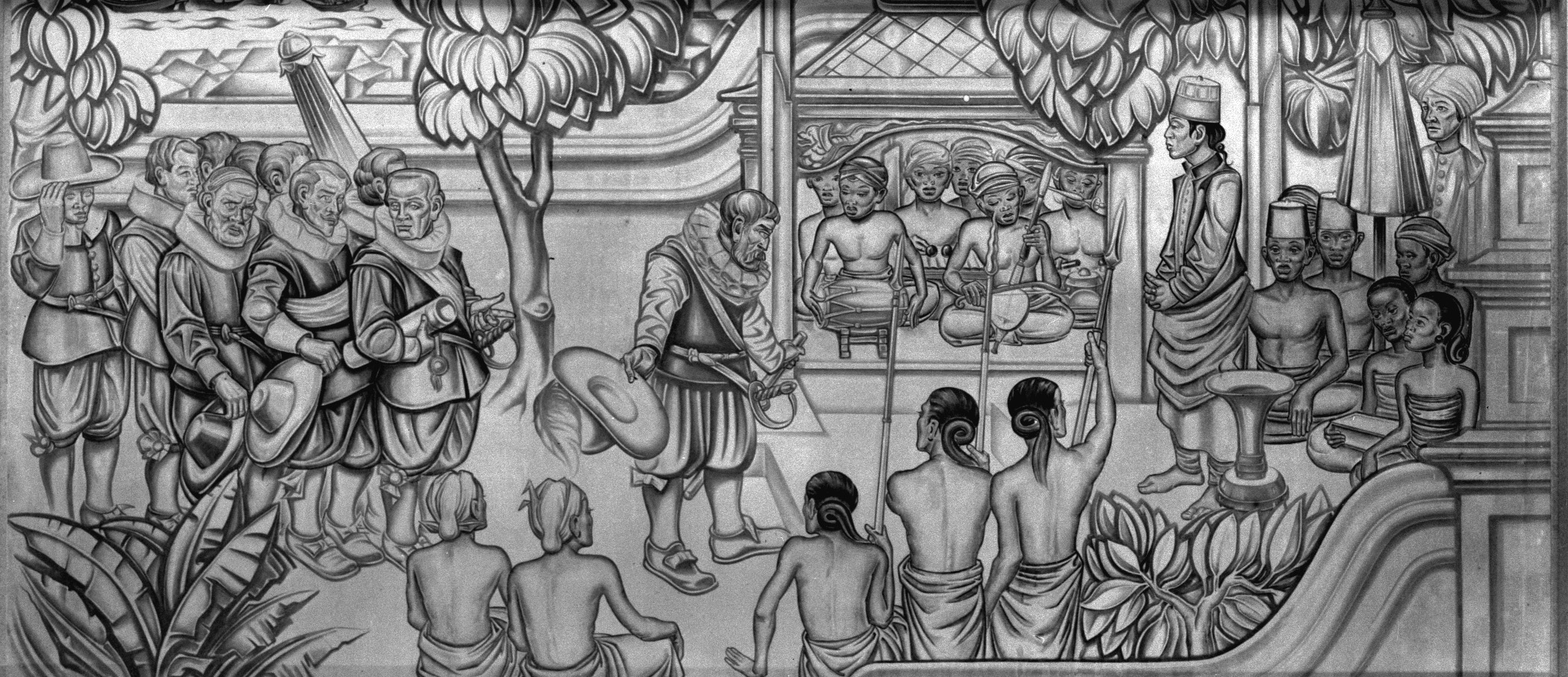
Wandschildering van ontvangst Cornelis de Houtman in Bantam, van de hand van Hendrik Paulides op de wereldtentoonstelling van 1931 te Parijs, foto KIT.

Op 2 december 1596 kwam de vloot aan in de plaats Sidayu bij Surabaya. Drie dagen later deed de lokale heerser voorkomen, alsof hij een eerbetoon aan het schip de Amsterdam wilde brengen, maar in plaats daarvan werd de boot aangevallen. Van de zevenentwintig man aan boord, werden er twaalf gedood, waaronder de kapitein Jan Jacobsz. Schellinger, de koopman Reynier van Hell en de adelborst Gilles Valckenier. Vier bemanningsleden raakten zwaargewond.
De lokale heerser had kort daarvoor een beleefdheidsbezoek aangekondigd aan boord van de Hollanders die daarop de schepen feestelijk versierden met vlaggen. In de Javaanse cultuur betekent het uithangen van de vlag, dat strijd geleverd gaat worden. Het uithangen van wimpels daarentegen is wel voor feestelijke gebeurtenissen bedoeld. Na het uithangen van de vlaggen vroegen enkele Javanen de Hollanders waarom ze ten aanval wilden gaan, die daarop - de achterliggende gedachte wellicht niet begrijpend - antwoordden dat ze juist feest gingen vieren. Op Bali maakte een lokale ambtenaar de Hollanders duidelijk dat de aanval niet hun fout was, door aan te geven dat in Sidayu louter piraten woonden.
Bij de Javanen kwamen naar schatting 150 man om het leven. Enkele aanvallers waren bij de aanval door de Hollanders gevangengenomen. Toen de Hollanders zagen dat een Hollandse scheepsjongen van tien of elf jaar met zeker dertien messteken om het leven was gekomen, werden de gevangenen ter vergelding gedood. De lijken van de bemanningsleden werden met aan hun lichaam vastgebonden stenen overboord gezet.

### Moord op de sultan van Madura

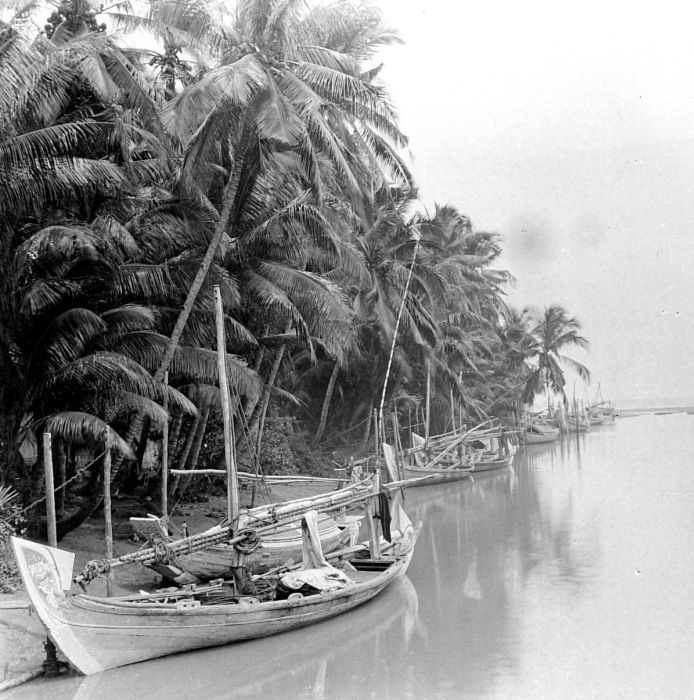
Madura's kustgezicht met klappers en vaartuigen, foto KIT.

Bij het eiland Madura werden ze door de bevolking vreedzaam ontvangen. De plaatselijke sultan voer met een stoet prauwen naar de Hollandse schepen om ze te verwelkomen, maar doordat ze naar een ander schip voeren dan hem door de Hollanders was opgedragen, dacht men aan boord ten onrechte dat ze opnieuw werden aangevallen, waarop de boten beschoten werden. De lokale heerser werd gedood en in zijn prauw kwamen in totaal negen mensen om het leven.

### Amsterdamin brand

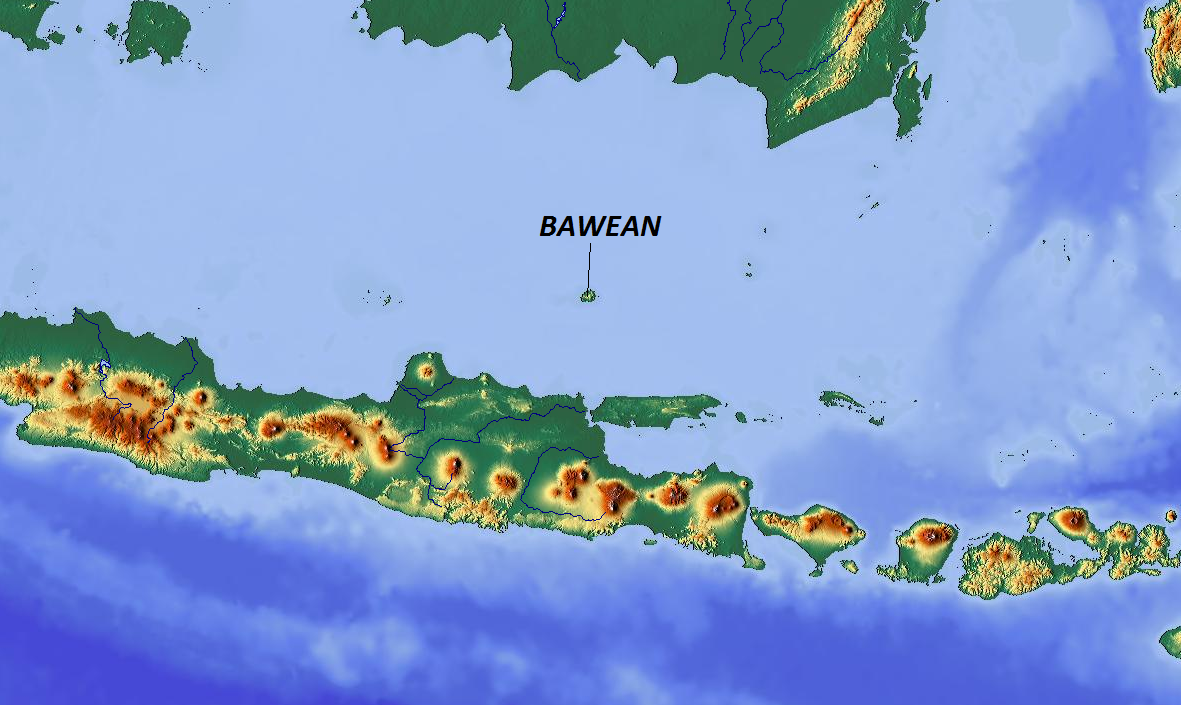
De ligging van het eiland Bawean.

Bij het eiland Bawean, ten noorden van Java, werd op 11 januari 1597 de Amsterdam in brand gestoken omdat er niet meer genoeg bemanningsleden in leven waren om vier schepen te bevaren. Omdat de Amsterdam water maakte, was de keus op dit schip gevallen.

### Arrestatie De Houtman
Er werden plannen op tafel gelegd om naar de Molukken te varen, maar moe van alle ontberingen werd dat door de bemanning geweigerd. De Houtman besloot daarop met twee schepen terug te keren naar Holland, het derde zou alsnog naar de Molukken moeten varen. De kapitein van een van de schepen, Jan Meulenaer, ging onder protest akkoord. Kort daarop stierf hij plotseling vlak na een maaltijd. Zijn lichaam bevatte tal van blauwe en paarse vlekken en het hoofdhaar liet los als men eraan trok. De Houtman, die tijdens de reis constant ruzie met hem had gehad, werd ervan verdacht hem vergiftigd te hebben en in de boeien geslagen. De scheepsraad besloot daarop dat het beter was met alle schepen terug te varen naar Nederland. Twee dagen later werd De Houtman na een onderzoek in vrijheid gesteld, aangezien volgens de scheepsraad er geen afdoend bewijs was dat De Houtman bij het overlijden betrokken was.

### Jong-Holland

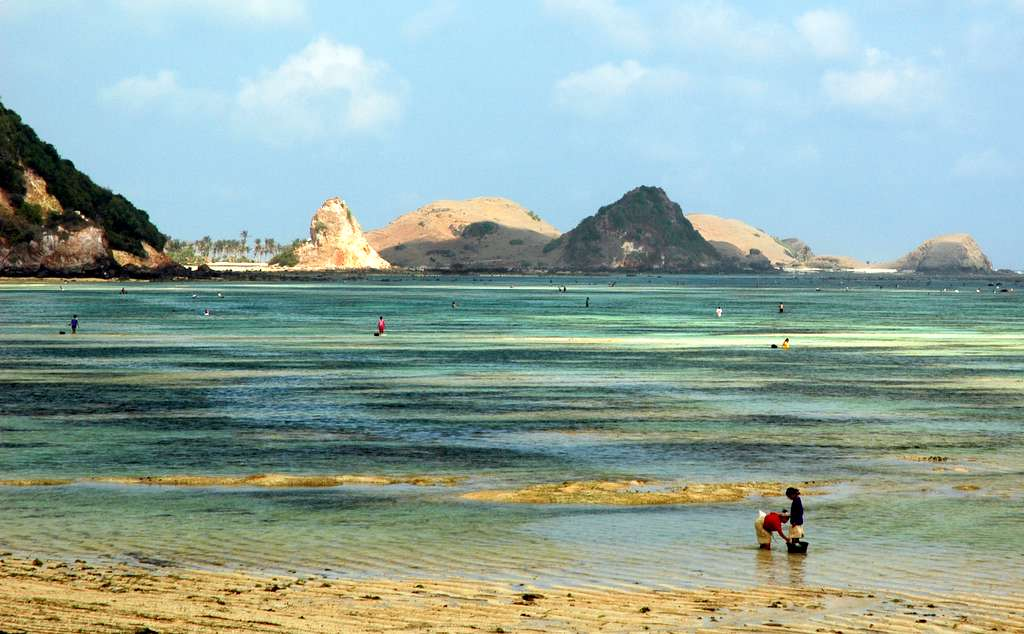
Vissende vrouwen bij Kuta.

Voordat naar Nederland werd teruggekeerd, werd oostwaarts naar het eiland Bali gevaren om de levensvoorraad te verversen. Via de noordkust voeren ze om het eiland heen. Het meest zuidelijke deel werd Verckenshoek genoemd, omdat ze daar voor het eerst sinds lange tijd varkens konden kopen. Op 27 januari 1597 werd bij Kuta aan land gegaan. Omdat het eiland Bali rijk bleek te zijn aan zoetwater, gaven de manschappen het de naam Jong-Holland.

De bemanning werd zeer gastvrij ontvangen en bleef vier weken. Er werd onder andere gevraagd hoe groot het land was waar ze woonden. De koopman Aernoudt Lintgens nam een plattegrond in zijn handen en reageerde als volgt: "Doen wees ick Nederlandt, Duijtslandt, Oostlandt, Noorwegen- ende een stuck van Moscoviën, dan gaff het all den naem van Hollandt". De adelborst Emanuel Roodenburgh en de kuiper Jacob Claesz. bleven aan het eind van het verblijf op het eiland achter. De schepen bleven vergeefs drie dagen op hen wachten, maar er werd niet aangedurfd ze te gaan zoeken. Op 25 februari werd vertrokken, zonder te weten of ze nog in leven waren en of ze vrijwillig of tegen hun wil waren achtergebleven.

### Aankomst Texel

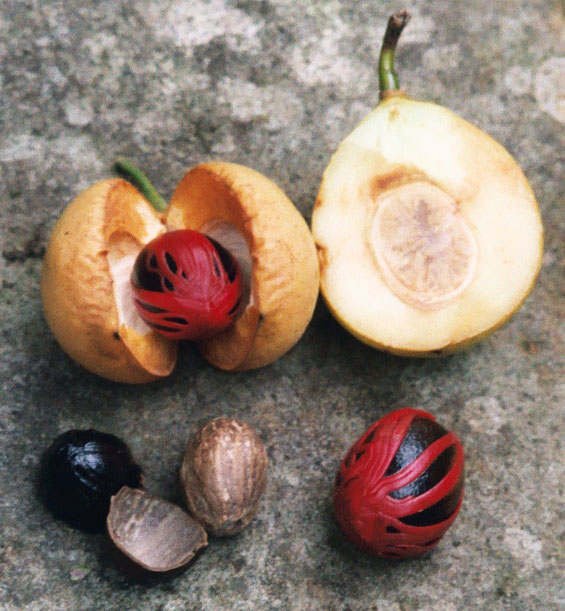
Muskaatnoot met rode zaadmantel.

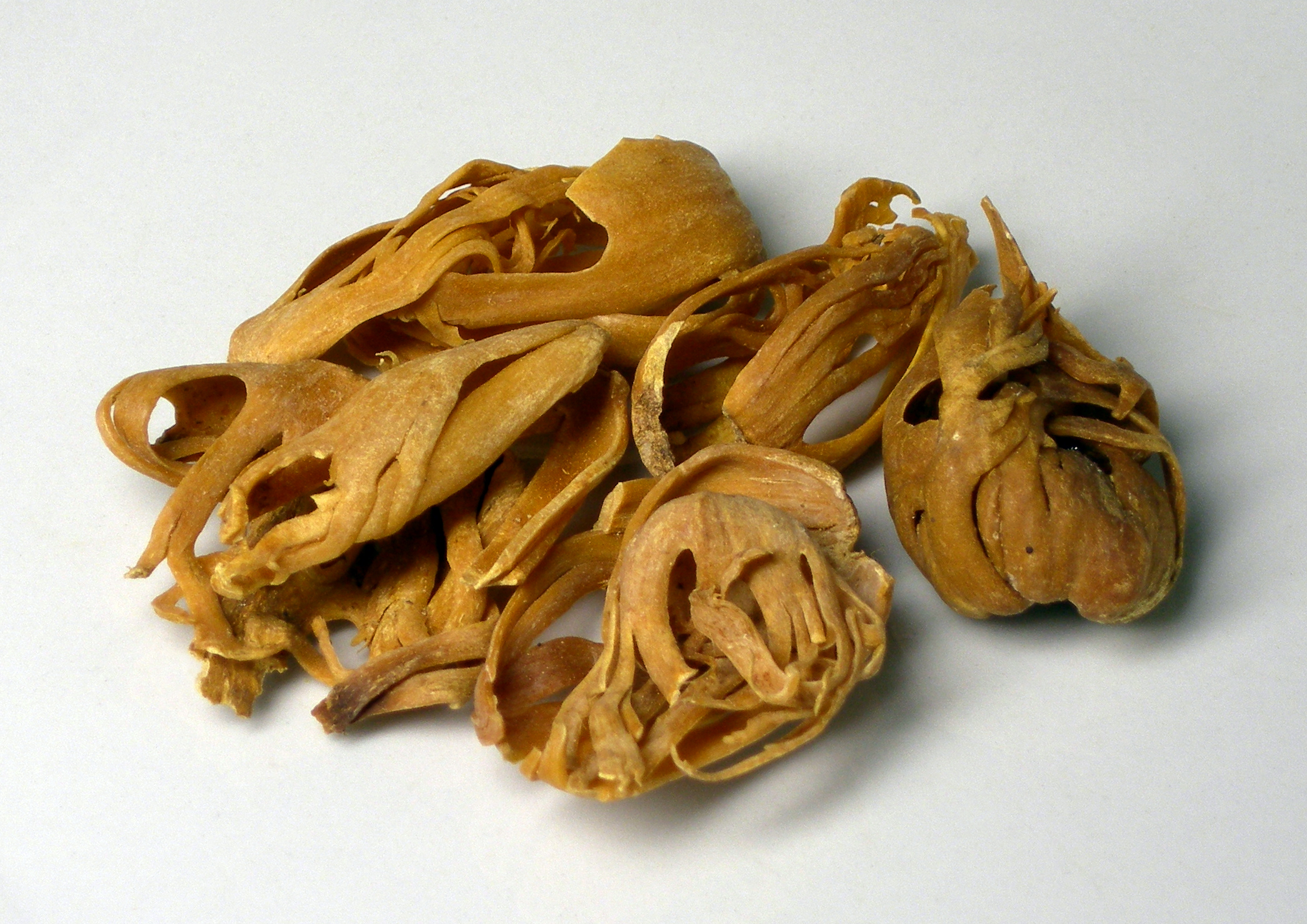
Foelie.

Op 25 februari 1597 vertrokken de drie overgebleven schepen via de zuidkust van Java naar Texel. Bij Sint-Helena werd hun door de Portugezen geweigerd het drinkwater te verversen. Op 26 mei voeren ze eraan voorbij.
Op 9 augustus vond er een ontmoeting plaats met schepen uit Amsterdam. De bemanning kreeg bier, brood en kaas. De alcohol veroorzaakte snel oververmoeidheid en besloten werd om voor Petten de ankers uit te gooien. Twee dagen later voeren de 'Duyfken' en 'Mauritius' naar Texel en werden binnengehaald door loodsen. Op de 'Hollandia' was de bemanning te zwak geweest om het anker te lichten en het schip was achtergebleven. Die nacht was er een dusdanig zware storm, dat een mast gekapt moest worden om erger te voorkomen. Op 14 augustus kwamen loodsen aan boord die het anker omhoog haalden en naar Texel voeren.

### Magere opbrengst
Bij aankomst waren nog 87 bemanningsleden in leven. Eenmaal aan land stierven er nog acht. Meegebracht hadden de schepen een magere 245 zakken peper, 45 ton nootmuskaat, 30 balen foelie en een selectie Chinees porselein. De financiële opbrengst was geen succes. De compagnie kon net de kosten dekken, maar het doel van de reis was geslaagd. Het was bewezen dat het mogelijk was via Kaap de Goede Hoop en zonder veel overlast van de Portugezen naar Oost-Indië te varen.
Dat kort na aankomst van de vloot een nieuwe straat en brug in Amsterdam gedoopt werden als Bantammerstraat en Bantammerbrug geeft aan dat de tocht een zekere populariteit genoot en er tevredenheid was over het behaalde eindresultaat.
De Houtman werd definitief vrijgesproken van de moord op Meulenaer, maar de familie van Van Beuningen werd verplicht om hem vrij te kopen voor een bedrag van 200.000 gulden. Het jaar erop vertrokken vanuit Holland en Zeeland 22 schepen, verdeeld over zes expedities, naar Oost-Indië. Vele zouden volgen.

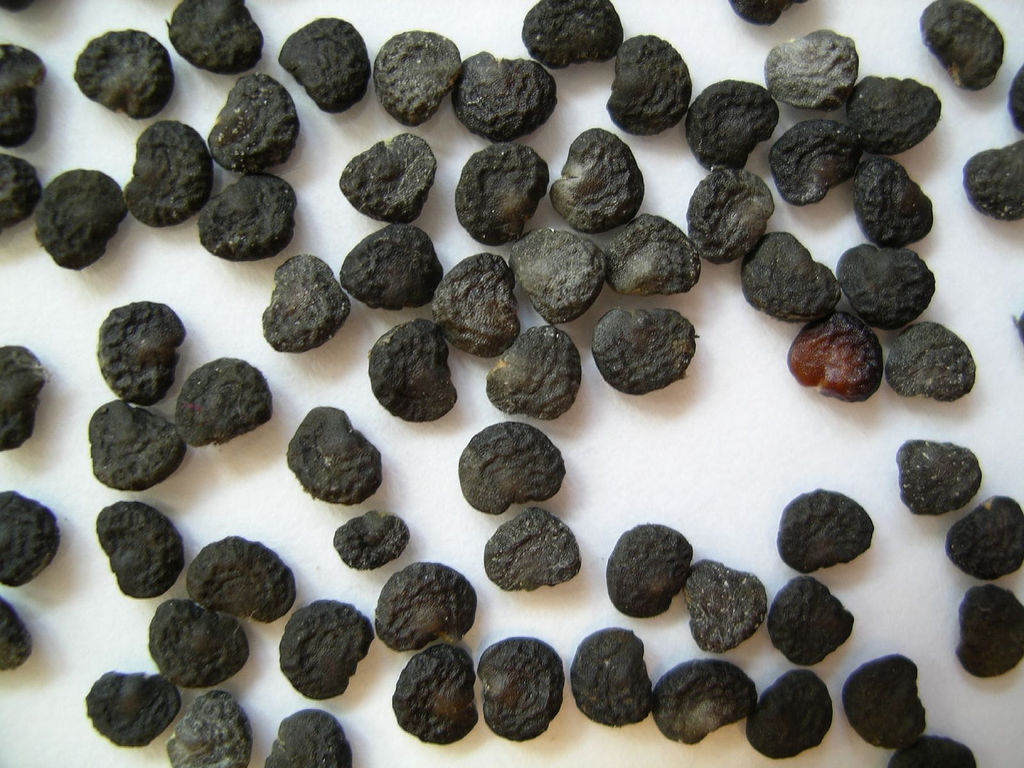
Datura-pitten.

Het sultanaat Bantam.

## Gedenksteen
In de buitenmuur van de Schreierstoren te Amsterdam is een gedenksteen ingemetseld, ter herinnering aan deze Eerste Schipvaart.